# Moulins-sur-Yèvre
Moulins-sur-Yèvre ist eine französische Gemeinde mit 851 Einwohnern (Stand: 1. Januar 2022) im Département Cher in der Region Centre-Val de Loire. Sie gehört zum Kanton Avord (bis 2015: Kanton Baugy). Die Einwohner werden Moulinois genannt.

## Geografie
Moulins-sur-Yèvre liegt im Berry etwa neun Kilometer östlich von Bourges am Yèvre und seinem Zufluss Ouatier. Umgeben wird Moulins-sur-Yèvre von den Nachbargemeinden Sainte-Solange im Norden, Nohant-en-Goût im Osten, Osmoy im Süden sowie Saint-Germain-du-Puy im Westen und Nordwesten.
Durch die Gemeinde führt die Route nationale 151.

## Bevölkerung
| Jahr      | 1962 | 1968 | 1975 | 1982 | 1990 | 1999 | 2006 | 2013 |
| --------- | ---- | ---- | ---- | ---- | ---- | ---- | ---- | ---- |
| Einwohner | 483  | 445  | 421  | 369  | 382  | 466  | 556  | 801  |

## Sehenswürdigkeiten
Siehe auch: Liste der Monuments historiques in Moulins-sur-Yèvre
- Kirche Sainte-Austrégélise aus dem 12. Jahrhundert
- Schloss Maubranche aus dem 15. Jahrhundert